# Machimus martini
Machimus martini là một loài ruồi trong họ Asilidae. Machimus martini được Tomasovic miêu tả năm 2003. Loài này phân bố ở vùng Cổ Bắc giới.